# Claudia Pechsteinová
Claudia Pechsteinová (* 22. února 1972 Berlín, NDR) je německá rychlobruslařka, několikanásobná olympijská vítězka a mistryně světa.

## Sportovní kariéra
Na mezinárodní scéně poprvé závodila v roce 1988 ještě v barvách NDR, kdy na mistrovství světa juniorů získala ve víceboji stříbrnou medaili. Na následujících dvou juniorských šampionátech se umístila vždy na čtvrtém místě. V roce 1991 debutovala na světovém poháru, o rok později vybojovala na zimní olympiádě na pětikilometrové trati bronz. Na ZOH 1994 se v této disciplíně stala olympijskou vítězkou, k čemuž přidala bronzovou medaili ze závodu na 3000 m. V sezóně 1995/1996 se v celkovém pořadí světového poháru umístila na tratích 3 a 5 km na druhém místě. Od té doby pravidelně získávala medaile jak na olympijských hrách, tak na mistrovstvích světa i Evropy, v závodech světového poháru se na tratích 1500, 3000 a 5000 m umísťovala na předních příčkách. V sezónách 2002/2003, 2003/2004 a 2004/2005 vyhrála celkové pořadí světového poháru na dlouhých tratích 3 a 5 km.
V únoru 2009 dostala dvouletý trest kvůli krevnímu dopingu, neboť jí byly při závodech naměřeny v krvi zvýšené hodnoty retikulocytů. Trest byl založen na nepřímých důkazech, žádné zakázané látky v krvi objeveny nebyly. Pechsteinová vše odmítla a vysvětlovala abnormální hodnoty mimo jiné i dědičnou poruchou. Odvolala se k Mezinárodní sportovní arbitráži, která však trest potvrdila. K závodění se vrátila po jeho uplynutí v únoru 2011, do konce sezóny stačila ve svých 39 letech vybojovat na mistrovství světa na trati 5000 m bronzovou medaili. V následující sezóně se pravidelně umisťovala na předních příčkách závodů na dlouhých tratích ve Světovém poháru, kde skončila v celkovém hodnocení třetí, a v závodech s hromadným startem (celkově druhé místo). V lednu 2012 získala na Mistrovství Evropy stříbrnou medaili, o dva měsíce na Mistrovství světa na jednotlivých tratích bronzovou medaili v závodě na 5 km. V předolympijské sezóně 2012/2013 se ve Světovém poháru na dlouhých tratích (3 a 5 km) umístila na celkovém druhém místě, v březnu 2013 vybojovala na mistrovství světa bronzové medaile na distancích 3000 a 5000 m. Zúčastnila se Zimních olympijských her 2014, kde se v závodě na 3000 m umístila na 4. místě, na poloviční distanci byla devatenáctá a na trati 5000 m skončila pátá. O rok později obhájila na MS 2015 bronz ze závodu na 5 km. Na Mistrovství světa 2017 získala na distanci 5000 m stříbrnou medaili. Zúčastnila se Zimních olympijských her 2018, kde v závodě na 3000 m skončila na devátém místě, na trati 5000 m se umístila na osmé příčce, ve stíhacím závodě družstev byla šestá a v závodě s hromadným startem skončila na 13. místě. Startovala i na ZOH 2022 (3000 m – 20. místo, hromadný start – 9. místo).